# تنهاترین سردار
تنهاترین سردار سریالی است به کارگردانی مهدی فخیم‌زاده که در سال ۱۳۷۵ از شبکه ۱ سیما به روی آنتن رفت. این سریال داستان زندگی حسن مجتبی، قضیه صلح او با معاویه و شرایط جامعه اسلامی و شیعیان و اتفاقات پس از درگذشت او می‌پردازد.

## داستان
سریال از زخمی شدن معاویه توسط خوارج و وقایع پس از کشته‌شدن علی بن ابی‌طالب، خلافت حسن بن علی، صلح او با معاویه و کشته شدن او توسط همسرش می پردازد.

## بازیگران
| بازیگر            | نقش                 | توضیحات                                  | صداپیشه             |
| ----------------- | ------------------- | ---------------------------------------- | ------------------- |
| اکبر زنجانپور     | معاویه بن ابی سفیان | نخستین خلیفه اموی                        | خودش                |
| داوود رشیدی       | عمرو عاص            | مشاور معاویه و امیر مصر                  | ایرج دوستدار        |
| ابوالفضل پورعرب   | حرب                 |                                          | ژرژ پطرسی           |
| حسین گیل          | ابن عباس            | پسرعموی پدر حسن بن علی و فرمانده سپاه او | پرویز بهرام         |
| اسماعیل محرابی    | احمد                | پسر حارث                                 | خودش                |
| مهدی فخیم‌زاده     | شمر بن ذی‌الجوشن     | یکی از خوارج                             | خودش                |
| افسانه بایگان     | جعده                | همسر حسن بن علی                          | زهره شکوفنده        |
| فریده صابری       | ام یزید             | دایه یزید                                | رفعت هاشم پور       |
| فتحعلی اویسی      | مروان بن حکم        | نوه عموی پدر ابوسفیان و مشاور او         | ناصر نظامی          |
| عباس امیری مقدم   | حارث                | عامل علی بن ابیطالب در شام               | خودش                |
| عنایت‌الله شفیعی   | رشید                | زندانبان شام                             | خودش                |
| هادی مرزبان       | مغیره بن شعبه       | مشاور معاویه                             | ابوالحسن تهامی      |
| سیروس ابراهیم‌زاده | اشعث بن قیس         | از خوارج و پدر جعده                      | داریوش کاردان       |
| ناصر آقایی        | عمرو بن حریث        |                                          | ناصر ممدوح          |
| صدرالدین حجازی    | عروه بن عمیر        | از خوارج                                 | امیر قطعه‌ای         |
| غلامرضا طباطبایی  | حجار بن ابجر        |                                          | محمدعلی دیباج       |
| کاظم هژیرآزاد     | ضحاک بن قیس         | مشاور معاویه                             | ناصر احمدی          |
| بهمن روزبهانی     | بسر بن ارطاه        |                                          |                     |
| نادر رجب‌پور       |                     |                                          |                     |
| حسین خانی‌بیک      | سعد بن ابی وقاص     | به دست معاویه مسموم شد                   | خسرو شمشیرگران      |
| حبیب دهقان‌نسب     | بَرَک                 | سوءقصدکننده به جان معاویه                |                     |
| فرشاد ارژنگی      |                     |                                          |                     |
| پرویز شاهین‌خو     |                     |                                          |                     |
| محمدتقی شریفی     |                     |                                          |                     |
| شهرام زرگر        | قیس بن سعد عباده    | فرمانده باوفای حسن بن علی                | حمیدرضا آشتیانی پور |
| رضا سعیدی         | کندی                |                                          | علی همت مومیوند     |
| امید تبریزیان     |                     |                                          | سعید مقدم منش       |
| رامسین کبریتی     |                     | پسر حارث                                 | اردشیر منظم         |
| فرداد صفاخو       |                     |                                          |                     |
| محسن قاضی مرادی   | برده فروش           |                                          | علی همت مومیوند     |
| راوی: بهروز رضوی  |                     |                                          |                     |